# Colomar de les Bruixes
El Colomar de les Bruixes o Torre de les Bruixes és una fortificació medieval de la vila d'Alins, en el terme municipal homònim, a la comarca del Pallars Sobirà.

## Descripció
Colomer situat sobre un promontori rocós a l'exterior de la població. Es tracta d'una construcció de planta quasi quadrada, formada per tres nivells marcats a l'interior pels permòdols que suportaven tres sostres sota la coberta. L'aparell constructiu és irregular, format per pedra pissarrosa i granítica, amb un gruix de paret de 70 cm. A la façana oest s'obre una porta i, a la banda sud, una finestra amb lloses planes a l'alçada del primer pis. També s'obren diverses espitlleres a totes les façanes. A l'exterior, a tot el voltant de la part superior de la torre, hi ha una franja revestida de color clar on hi ha diverses lloses horitzontals on s'hi posaven els coloms. La torre té una altura total que oscil·la entre els 6 i els 7m. L'antiga teulada era inclinada de nord a sud.
L'any 2010 es va realitzar una reforma per adaptar l'espai a una funció de mirador de manera segura. Es va canviar la llinda de la porta d'entrada i es va construir una estructura metàl·lica a l'interior, que subjecta una escala de cargol.

## Notícies històriques
Aquest colomer podria haver servit, en moments puntuals, com a torre de guaita. Es creu que és anterior al segle XIII.